# مصر للطيران الرحلة 869 عام 1963
شركة الطيران العربية المتحدة رحلة 869 ، هي طائرة مدنية جوية تتبع لشركة الطيران العربية المتحدة (مصر للطيران حالياً) ، ووقعت بتاريخ 28 يوليو 1963م، والتي تسبب بوفاة جميع الركاب والطاقم والبالغ عددها 63 شخصاً.

## مسار الطيران
بدأت الانطلاق من مطار طوكيو الدولي باليابان وتتجه إلى كل من هونج كونغ ومروراً بتايلاند ومن ثم الهند وثم البحرين وأخيراً تتجه إلى مطار القاهرة الدولي، ولكنها وقعت بالقرب من مطار بومباي الهندي حيث قتل جميع الركاب.